# Erik Dekker
Erik Dekker (n. 21 august 1970, Hoogeveen, Drenthe, Țările de Jos) este un ciclist olandez, medaliat olimpic. A participat la 4 ediții ale Jocurilor Olimpice (1992, 1996, 2000, 2004) în care a câștigat o medalie de argint.